# 1920 v letectví

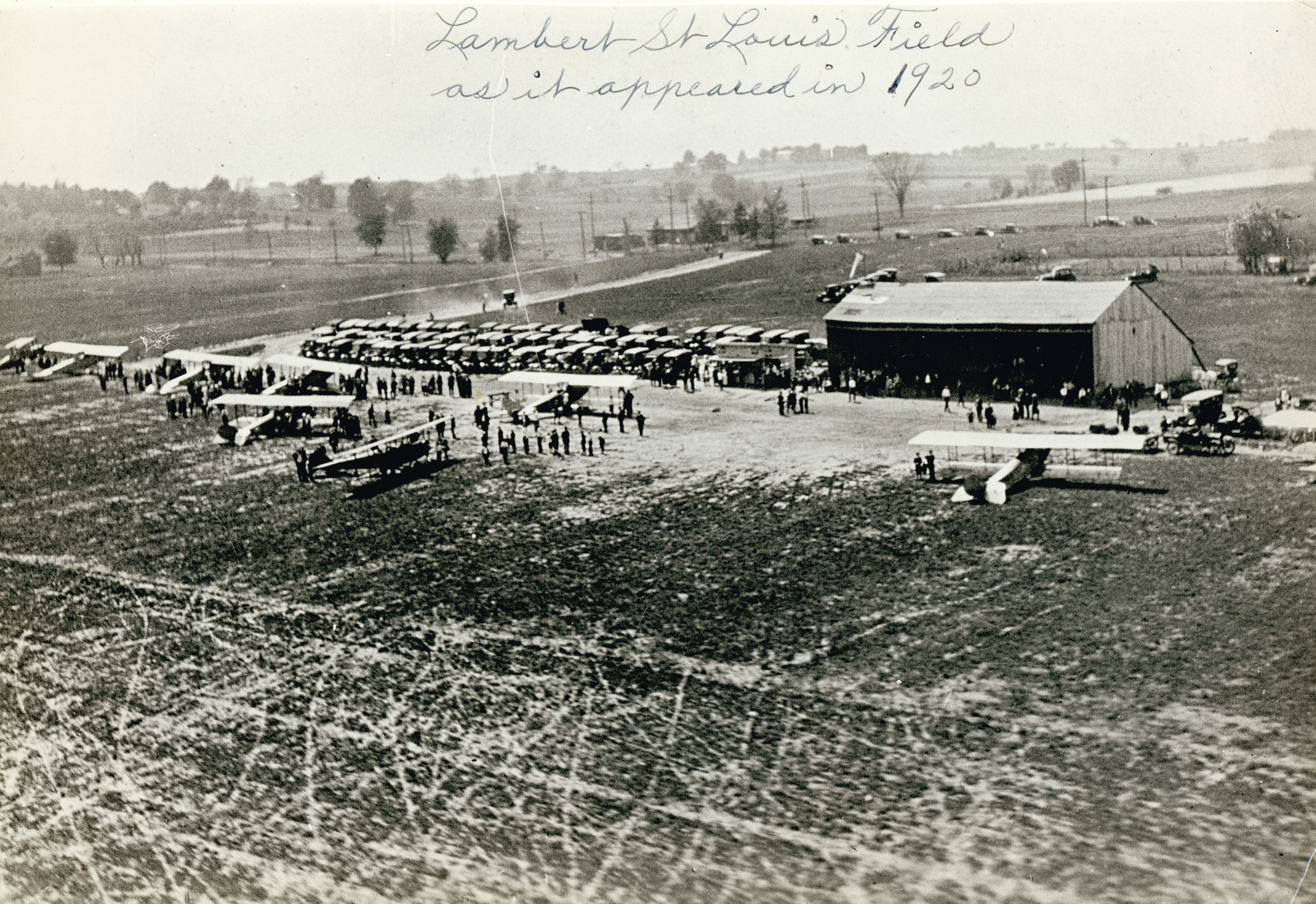
Letiště Lambert St. Louis v roce 1920

Tento článek obsahuje seznam událostí souvisejících s letectvím, které proběhly roku 1920.

## Události

### Leden
- 1. ledna — Zanikl Australian Flying Corps a byl nahrazen Australian Air Corps,[1] prozatímními společnými leteckými silami Australské armády a námořnictva.

### Únor
- 1. února – jako nezávislá složka ozbrojených sil bylo založeno jihoafrické letectvo South African Air Force

### Říjen
- 23. října – v devátém ročníku Poháru Gordona Bennetta zvítězili Belgičané Ernest Demuyter a Mathieu Labrousse

## První lety
- Letov Š-1

### Duben
- 8. dubna – de Havilland DH.18

### Říjen
- 13. října – Avia BH-1[2]